# اتحاد المصارعة الكبرى
إم إل دبليو شركة ذات مسئولية محدودة، أو ماجور ليغ ريسلينغ (MLW) (اسم تجاري)، هو اتحاد مصارعة أمريكي للمصارعة المحترفة في أورلاندو، فلوريدا. تأسست في عام 2002 في فيلادلفيا، ولاية بنسلفانيا من قبل السيناريست السابق لدبليو دبليو إي كورت باور قبل نقل مقرها الرئيسي إلى نيويورك وبعد ذلك إلى فلوريدا عرض الاتحاد العديد من الفعاليات والأشرطة الحية لبرنامج تلفزيوني اسمه إم إل دبليو أندرغروند والذي تم بثه على شبكة سان شاين (فوكس سبورت سان حاليا). وصف المؤسس كورت باور منتج MLW بأنه «أكثر أعمال العنف عنادًا وتخلطًا مع أحدث القصص»، والتي توصف أيضًا باسم «المصارعة الهجينة» وهي عبارة عن مزيج من أساليب المصارعة. ومع ذلك، أغلقت MLW أبوابها في عام 2004 بسبب عجز في التمويل بعد خروج عدد قليل من الرعاة. أعاد باور عروض الاتحاد في يوليو 2017، وعاد مع عرض تلفزيوني أسبوعي جديد أطلق عليه اسم إم إل دبليو فيوجن على بي إن سبورتس الأمريكية في أبريل 2018. ومنذ ذلك الحين قامت الشركة بتطوير قائمتها لتشمل مصارعين مثل بانتاغون جونيور - لو كي - سامي كاليهان - إل إيه بارك - توم لولور - ري فينيكس - جوي ريان - تيدي هارت - وديفي بوي سميث جونيور - ماكسويل جاكوب فريدمان - جيمي هافوك - تومي دريمر - ريتش سوان، من بين آخرين كثيرين.

## التاريخ

### التأسيس (2002-2004)
بعد الإغلاق والاستحواذ على شركة بطولة العالم للمصارعة (WCW) و اي سي دبليو (ECW) من قِبل الاتحاد العالمي للمصارعة (WWF)، المعروف الآن باسم WWE) في عام 2001، تأسست الشركة في 16 يونيو 2002، بعد فترة وجيزة من استغرق الاتحاد ثلاثة أشهر من التوقف لنقل مقرهم من فيلادلفيا إلى نيويورك، نصبت ماجور ليغ راسلينغ نفسها بأنها بديل للتسلية الرياضية. حيث وصف المؤسس كورت باور مالك ورئيس اتحاد «ماجور ليغ راسلينغ» بأنه «أكثر الأعمال عنفًا وصعوبة في الاختلاط بقصص متطورة»، والتي كانت مفضلة لمحبي مصارعة الهاردكور واتحاد و اي سي دبليو (ECW)‏
في عام 2003، تم نقل مقر الاتحاد بشكل دائم إلى ولاية فلوريدا وحصلت الشركة على صفقة مع شبكة سان رايز على البرنامج الخاصة بهم تحت اسم إم إل دبليو أندرغراوند، والتي استمرت بين 7 أبريل 2003 و 14 فبراير 2004 استضافت هذه العروض المعلق جوي ستايلز وتألفت من مباريات مسجلة مسبقًا من أحداث سابقة. في ذلك الوقت، تكهن العديد من المعجبين بأن هذا الاتحاد سينتهي، نظرًا لأسلوب حجز MLW وسرعان ما التزم بسمعة تقليد و اي سي دبليو (ECW) ولاحقًا اتحاد حلبة الشرف بسبب عقد عروضهم بعد تسجيل ROH لعروضهم وأيضاً استخدام جزء كبير من القائمة الخاصة بهم كما ظهر في الاتحاد العديد من مصارعي ECW السابقين مثل سابو وتيري فانك وشين دوغلاس وستيفين كورنيو توقف الاتحاد عن العمل في مارس 2004 بسبب مغادرة الكثير من الرعاة

### العودة وإنشاء إم إل دبليو فيوجن (من 2017 إلى الآن)
في عام 2017، أعلنت MLW أنها ستعمل مجددًا على الترويج لأحداث المصارعة، وتم تسمية أول حدث باسم "MLW One-Shot" مع بيع التذاكر في 21 يوليو 2017 في نفس الوقت من العام، أعلنت MLW أنها ستدير المزيد من العروض في أورلاندو في عام 2018 نظرًا لنجاح رحلاتها المستقلة، تمكنت MLW من تأمين صفقة تلفزيونية مع شبكة بي إن سبورتس الأمريكية لبث برنامج جديد اسمه، إم اإل دبليو فيوجن، الذي عرض لأول مرة في 20 أبريل 2018. ظهر في الحلقة الأولى «بانتاغون جونيور» فينيكس في مباراة الحدث الرئيسي
في يوليو 2018، واصلت MLW توسعها من خلال تقديم أول ساعتين خاصتين على بي إن سبورتس لتقديم عرض MLW يسمي باتل رايوت. حيث فاز توم لولور بأول باتل رايوت أقيمت وأراد ان يصرفها للفوز ببطولة MLW العالم للوزن الثقيل بالإضافة إلى ذلك، بدأت شركة ماجور ليغ ريسلينغ في تقديم العقود كجزء من إستراتيجية النمو الخاصة بها في أغسطس، بدأت MLW اتفاقية عمل مع شركة لوتشا ليبري تربل ايه وورلد وايد (AAA) التي تتخذ من المكسيك مقراً لها [بحاجة لمصدر أفضل] في 19 سبتمبر، تم إعلان أن MLW وقعت صفقة أخرى مع بي ان سبورتس الاسبانية وذلك لبث MLW Fusion باللغة الإسبانية.
في 13 أكتوبر، أعلنت MLW عن عرضها الخاص الثاني على beIN Sports ، هو MLW Halloween Special . في 18 أكتوبر، تم الإعلان عن توقيع اتفاقيات مع PCO وريتشارد هوليداي كأعضاء حصريين في الاتحاد. وذكر أيضا أن كورت باور والعديد من المديرين التنفيذيين في شركة MLW سوف يسافر إلى موناكو لعمل Sportel ، مع نوايا لصنع دفعة كبيرة دوليا. أعلن أيضا عن شراكة MLW و Spiff TV.
في 8 نوفمبر، عقد MLW تسجيل عروض فيوجين ، عرض يدعى  MLW Fightland  ، في شيكاغو في Cicero Stadium . ادعى المالك كورت باور أن هذا كان أعلى نسبة حضور في تاريخ MLW ، مما أدى إلى تحطيم سجل الحضور السابق البالغ 1536 شخصًا في عرض Hybrid Hell في فلوريدا في 20 يونيو 2003. في 29 نوفمبر، أعلن باور أن فيوجن سيتم بثها مباشرة على BEIN الرياضة في 14 ديسمبر، طبقا لما تم الإعلان عنه في وقت سابق يوم 22 نوفمبر. وتزامن ذلك مع تسجيلاتهم التلفزيونية لمدة يومين في ميامي: MLW Never Say Never و MLW Zero Hour. كانت الحلقة المباشرة لمدة ساعة من أحداث MLW Zero Hour.
عقدت MLW عروضًا مباشرة على BeIN Sports لأول حدثين لها في 2019، وMLW SuperFight في فبراير، و MLW Intimidation Games في مارس. جلبت الشركة المدير السابق جيم كورنيت كمعلق ابتداء من 2 مارس 2019. وتم الإعلان عن انه سيعود إلى الشركة لحضور الحدثين المباشرين في أبريل 2019، MLW Rise of the Renegades و MLW Battle Riot II . كما أنه يعمل بشكل غير رسمي في دور يشبه الوكيل للشركة. ويشمل ذلك تدريب المواهب الشابة علي الظهور في العروض التلفزيونية وكيفية القاء البروموهات.

## الجولة والتسجيلات التلفيزيونية
في البداية، عقدت MLW عرضًا واحدًا كل شهر، في الأصل في قاعة Viking Hall في فيلادلفيا ، بنسلفانيا. بحلول نهاية عام 2002، بدأت MLW في عمل عرضين في الشهر، وفي عام 2003، عقدت عدة عروض في عطلة نهاية الأسبوع في نيويورك. والمرة الأولى التي غادرت فيها MLW نيويورك في 20 ديسمبر 2002، لعرض King Of Kings في قاعة War Memorial Auditorium في فورت لودرديل ، فلوريدا. عقد لاتحاد في الحدث الأول في ولاية فلوريدا قبل إغلاق أبوابها في عام 2004.
في 2017 منذ الإعلان عن عوده الاتحاد إلى الولايات المتحدة الأمريكية، عاد إلى الولايات المتحدة. تغير نمط التجول الخاص MLW بشكل كبير. كان هناك ما يلي، حيث يمكنك مشاهدة العرض التلفزيوني. في 18 سبتمبر اعلنت، MLW عن بداية التسجيلات لأول مرة في شيكاغو. في 19 أكتوبر اعلنت MLW العودة الي فلوريدا لتسجيل بعض العروض لأول مرة في مدينة ميامي.

## شبكة راديو MLW
عادت MLW بنموذج أعمال مختلف في عام 2011، حيث ركزت في البداية حصريًا على إنتاج بث ومحتوى رقمي ضمن فئة المصارعة المحترفة. "  نمت شبكة راديو MLW لتصبح باستمرار 5-6 بودكاست في قائمة أعلى
```
100 برنامج علي منصة iTunes في فئة الألعاب الرياضية في اليوم كحد متوسط.
[
1
]
 وتظهر العديد من شخصيات المصارعة المحترفة البارزة على شبكة راديو MLW ، بما في ذلك مصارعو 
دبليو دبليو اي
 
ودبليو سي دبليو
 السابقان كيفن سوليفان 
وجيم دوجان
 
وام في بي
 والمدير التنفيذي السابق لـ WWE بروس برايشر ومعلق WCW السابق توني شيفون ورئيس WCW السابق 
ايريك بيشوف
.
```

## العقود
في عام 2018، بعد إحياء الاتحاد، وقعت MLW بعض المواهب على العقود الحصرية. كما أعطت إدارة MLW عقود. يُسمح لمصارعيهم بالمشاركة بالعروض الترويجية الخاصة بالاتحادات الأخرى ولكن يجب عليهم تحديد أولويات أحداث MLW. هذه العقود تمنح MLW قدرًا كبيرًا من السيطرة على قائمتها مثل عقود دبليو دبليو اي.
معظم المواهب في MLW هم مقاولون مستقلون ويظهرون في شركات أخرى مثل امباكت ريسلينج و Lucha Underground ونيو جابان برو ريسلينج ولوتشا ليبري تربل ايه ورلد وايد وكونسخو مونديال لوتشا ليبري CMLL .

## بطولة

### البطولات الحالية
| بطولة                           | البطل الحالي                               | عدد مرات حمل اللقب | تاريخ الفوز    | المدة | الموقع          | ملاحظات |
| ------------------------------- | ------------------------------------------ | ------------------ | -------------- | ----- | --------------- | --- |
| بطولة MLW العالم للوزن الثقيل   | جاكوب فاتو                                 | 1                  | 6 يوليو 2019   | 2117  | شيكاغو, ايلينوي | هزم توم لولر في عرض MLW King of the Colosseum.                                                                  |
| بطولة MLW الوطنية للوزن المفتوح | الكسندر هامرستون                           | 1                  | 1 يونيو 2019   | 2152  | وكيشا , وشنطن   | هزم براين بيليمان جونيور ليصبح البطل الأول في عرض MLW Fury Road '19 .                                           |
| بطولة MLW العالم للفرق          | فريق الديناستي (ام جي اف وريتشارد هوليداي) | 1                  | 6 يوليو 2019   | 2117  | شيكاغو, ايلينوي | هزموا فريق الهارت فاونديشن (براين بيلمان جونيور، وديفي بوي سميث جونيور وتيدي هارت) في عرض ام ال دبليو فيوجين' . |
| بطولة MLW العالم للوزن المتوسط  | تيدي هارت                                  | 1                  | 14 ديسمبر 2018 | 2321  | ميامي، فلوريدا  | هزم ايل هيخو دي لا باركا وديزموند اكزافير وكوتو برازيل وجرينجو لوكو في ام ال دبليو فيوجين .                     |

### بطولات سابقة
| بطولة                     | تاريخ الدخول   | البطل الأول | تاريخ الانتهاء | البطل النهائي | أيام النشاط | ملاحظات |
| ------------------------- | -------------- | ----------- | -------------- | ------------- | ----------- | --- |
| بطولة MLW العالم الجونيور | 19 سبتمبر 2003 | سونجاي دوت  | 13 فبراير 2004 | سونجاي دوت    | 144         | هزم دوت كريستوفر دانيلز ليفوز باللقب في نهائي البطولة. لم يعد العنوان مدرجًا على أنه نشط بعد أن توقفت الشركة عن استضافة الأحداث. |

### إنجازات أخرى
| إنجاز        | آخر الفائزين | تاريخ الفوز  | الموقع          | ملاحظات                                   |
| ------------ | ------------ | ------------ | --------------- | ----------------------------------------- |
| باتل رايوت   | توم لولور    | 7 يونيو 2018 | كوينز ، نيويورك | اخر واحد تم اقصاءه للفوز هو جيك هاجر.     |
| باتل رايوت 2 | لابارك       | 5 ابريل 2018 | كوينز ، نيويورك | اخر واحد تم اقصاءه للفوز هو سامي كاليهان. |

## روابط خارجية
- مايجور ليغ ريسلنغ على موقع IMDb (الإنجليزية)

- الموقع الرسمي
- الموقع الرسمي